# Koh-i-Baba
Il Koh-i-Baba (in pashtu بابا غر, Bâbâ Ǧar; in persiano کوه بابا, Kōh-i Bābā) è una catena montuosa dell'Afghanistan centrale.
Si estende a nord-ovest di Kabul per una lunghezza di circa 250 km in direzione est-ovest e rappresenta il prolungamento occidentale dell'Hindu Kush: in questo senso, viene talvolta considerato il ramo più occidentale della catena HKH e parte della regione montuosa continentale dell'Alta Asia. Con lo Shah Fuladi la catena montuosa raggiunge un'altezza di 5048 m. Il Koh-i-Baba forma uno spartiacque tra diversi sistemi fluviali. A nord, la catena montuosa viene drenata dall'Amu Darya attraverso il Kunduz, che scorre attraverso la valle di Bamiyan. Nella parte nord-occidentale delle montagne ha le sue sorgenti l'Hari Rud. Il versante meridionale del Koh-i-Baba è drenato dal sistema fluviale dell'Helmand.
Una strada principale tra Kabul e Bamiyan attraversa il passo Hajigak, che si trova a un'altitudine di 3500 m.